# Korobino
Korobino (ros. Коробино) – wieś (ros. деревня, trb. dieriewnia) w zachodniej Rosji, na osiedlu wiejskim Katynskoje w rejonie smoleńskim (obwód smoleński).

## Geografia
Miejscowość położona jest nad Dnieprem, 9 km od centrum administracyjnego osiedla wiejskiego (Katyń), 30,5 km na zachód od Smoleńska.

## Demografia
W 2010 r. miejscowość liczyła sobie 2 mieszkańców.